# Premi Lalande

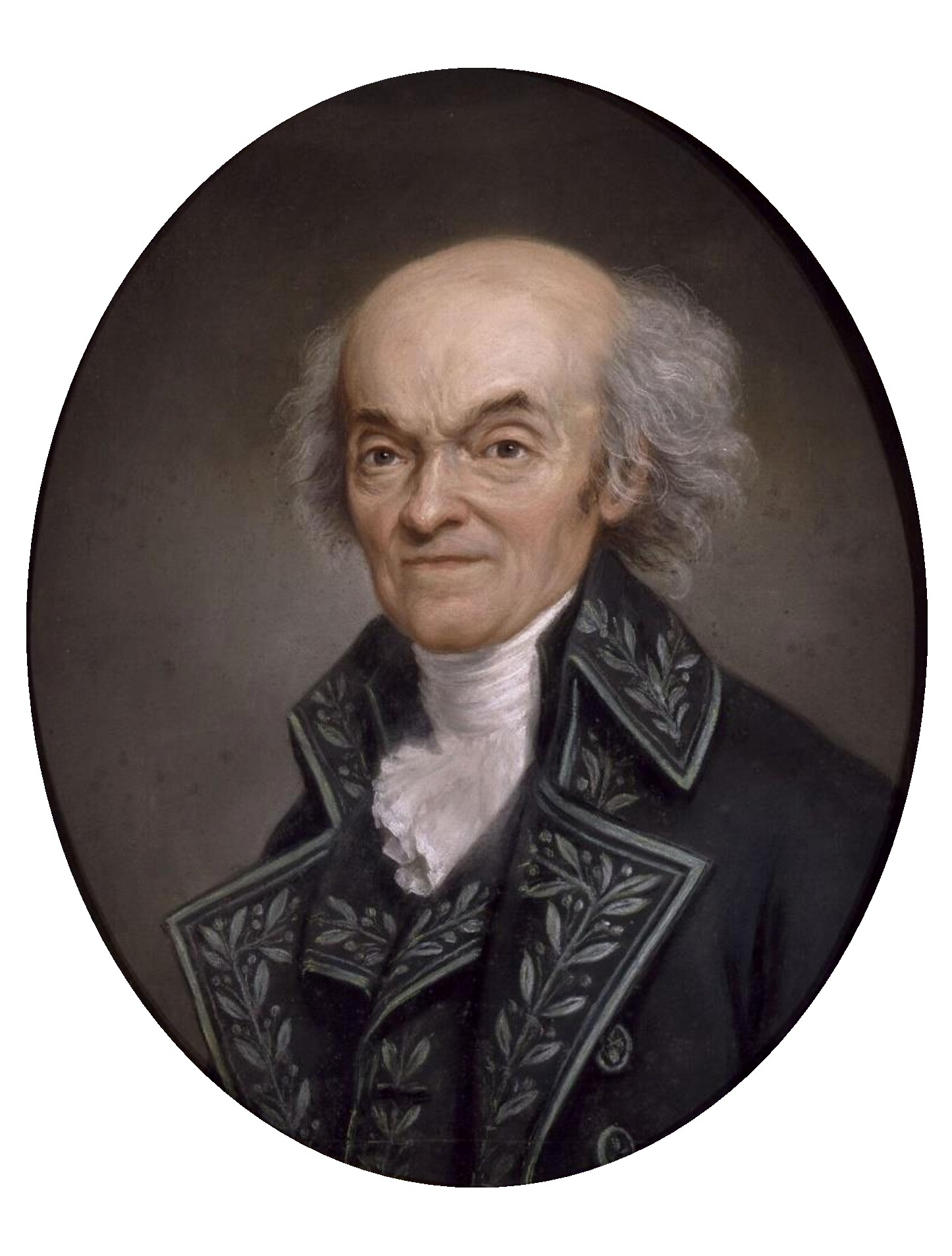
Jérôme Lalande

El Premi Lalande és un guardó d'astronomia que fou concedit per l'Acadèmia Francesa de les Ciències des del 1802 fins al 1970. Posteriorment fou unit amb el premi de la fundació Benjamin Valz (Premi Lalande-Benjamin Valz concedit fins al 1996) i posteriorment amb altres fundacions el 1997, a partir de llarvors es creà la Grande Médaille de l'acadèmia francesa de les ciències.
El 1801, alguns anys abans de la seva mort el 1807, Joseph Jérôme Lefrançois de Lalande feu una donació perquè l'acadèmia francesa de les ciències tingués els mitjans per concedir cada any un premi a la persona que hagi fet l'observació més curiosa o la memòria més útil al progrés de l'astronomia, a França o a l'estranger".

## Guardonats (Llista parcial)
- 1803: Giuseppe Piazzi
- 1804: Karl Ludwig Harding
- 1810: Carl Friedrich Gauss
- 1817: John Pond
- 1818: Jean-Louis Pons
- 1825: John Herschel, James South
- 1834: George Biddell Airy
- 1835: James Dunlop, observatori de Sidney, Boguslawski observatori de Breslau
- 1839: Johann Gottfried Galle de l'observatori de Berlin
- 1840: Bremicker de Berlin
- 1841: no concedit
- 1842: no concedit
- 1844: Hervé Faye
- 1844: Francis de Vico, Heinrich Louis d'Arrest
- 1851: John Russell Hind, Annibale de Gasparis
- 1852: John Russell Hind, Annibale de Gasparis, Robert Luther, Jean Chacornac, Hermann Goldschmidt
- 1854: Robert Luther, Albert Marth, John Russell Hind, James Ferguson i Hermann Goldschmidt
- 1855: Jean Chacornac, Robert Luther i Hermann Goldschmidt
- 1856: Jean Chacornac i Norman Pogson
- 1857: Hermann Goldschmidt i Karl Christian Bruhns
- 1858: A. Laurent, Hermann Goldschmidt, George Mary Searle, Horace Parnell Tuttle, August Winnecke i Giovanni Battista Donati[1]
- 1860: Robert Luther
- 1861: Ernst Wilhelm Tempel, Robert Luther i Hermann Goldschmidt
- 1862: Alvan Clark
- 1865: Richard Carrington
- 1866: Warren de la Rue
- 1867: Thomas Maclear
- 1868: Giovanni Schiaparelli
- 1869: Jules Janssen
- 1870: William Huggins
- 1876: Johann Palisa
- 1882: Lewis Swift
- 1883: Guillaume Bigourdan
- 1888: Joseph Bossery (o Bossert ?)
- 1889: François Gonnessiat
- 1891: Guillaume Bigourdan
- 1892: Edward Emerson Barnard
- 1893: Léopold Schulhof (Lipót o Leopold)
- 1894: Stéphane Javelle
- 1895: Maurice Hamy
- 1896: Pierre Puiseux
- 1898: Charles Dillon Perrine, observatori Lick
- 1899: William Robert Brooks
- 1900: Michel Giacobini
- 1901: John M. Thome (Macon o Macom)
- 1906: William Henry Pickering
- 1911: Lewis Boss
- 1912: Hermann Kobold i Carl Wilhelm Wirtz
- 1913: Jean Bosler
- 1914: Joseph-Noël Guillaume
- 1915: Lucien d'Azambuja
- 1916: Jérôme Eugène Coggia
- 1922: Henry Norris Russell
- 1924: Jules Baillaud